# Чунлі
40°58′16″ пн. ш. 115°16′28″ сх. д. / 40.9711° пн. ш. 115.2744° сх. д.
Чунлі (кит. спр. 崇礼, піньїнь: Chónglǐ) — район міського підпорядкування міського округу Чжанцзякоу провінції Хебей (КНР).

## Історія
З початку XVIII століття в цих місцях став поширюватися католицизм, і в селі Сіваньцзи (西湾子村) була побудована церква, яка стала базою для поширення християнства в монгольських степах за межами Великої Стіни.
За часів Китайської республіки ці місця входили до складу повіту Чжанбей провінції Чахар. У 1934 році тут була створена тимчасова адміністрація Чонлі (崇礼设治局), назва якої взята з ієрогліфів від фрази «чон шань лі» (崇尚礼仪 — «читати ритуал»). У 1936 році територія, що адмініструється тимчасовим управлінням, була виділена в окремий повіт Чунлі.
У 1949 році був створений Північночахарський спеціальний район, і повіт увійшов до його складу. У 1952 році провінція Чахар і Північночахарський спеціальний район були розформовані, і повіт перейшов до складу Спеціального району Чжанцзякоу (张家口专区) провінції Хебей. У травні 1958 Спеціальний район Чжанцзякоу був розформований, і ці землі були підпорядковані безпосередньо адміністрації міста Чжанцзякоу, але в травні 1961 Спеціальний район Чжанцзякоу був відтворений у попередньому форматі. У грудні 1967 року Спеціальний район Чжанцзякоу було перейменовано на Округ Чжанцзякоу (张家口).
1 липня 1993 року місто Чжанцзякоу та округ Чжанцзякоу були об'єднані у Міський округ Чжанцзякоу.
У 2016 році повіт Чунлі було перетворено на район міського підпорядкування. 5 травня 2019 року Чунлі офіційно позбувся злиднів.

## Адміністративний поділ
Повіт ділиться на 2 селища та 8 волостей.
- Селища — Гаоцзяїн (Gaojiaying, 高家营镇), Сіваньцзи (Xiwanzi, 西湾子镇).
- Волості — Байці (Baiqi, 白旗乡), Імату (Yimatu, 驿马图乡), Ситайцзуй (Sitaizui, 四台嘴乡), Хунціін (Hongqiying, 红旗营乡), Цинсаньц (Shizuizi, 石嘴子乡), Шицзигоу (Shizigou, 狮子沟乡), Шияоцзи (Shiyaozi, 石窑子乡).

## Економіка
Основу економіки становлять туризм (великий гірськолижний курорт), сільське та лісове господарство (вирощування рису, заготівля деревини).
Перед Зимовими Олімпійськими іграми 2022 року в Чунлі були проведені масштабні будівельні роботи зі створення сучасної транспортної, спортивної та житлової інфраструктури.

## Транспорт
У грудні 2019 року було відкрито вокзал Тайцзичен, який обслуговує швидкісну лінію Пекін — Чжанцзякоу.

## Спорт
У селищі Тайцзичен побудовано Олімпійське село — багатофункціональний комплекс зимових видів спорту.
У 2016 році Чунлі прийняв майже 2,2 млн туристів. Станом на 2019 рік загальна чисельність людей, прямо чи опосередковано зайнятих у льодово-сніговій індустрії та пов'язаній з нею сфері туризму, досягла майже 30 тис. осіб. Станом на кінець 2021 року в Чунлі налічувалося сім великих гірськолижних курортів та 169 лижних трас.

## Галерея

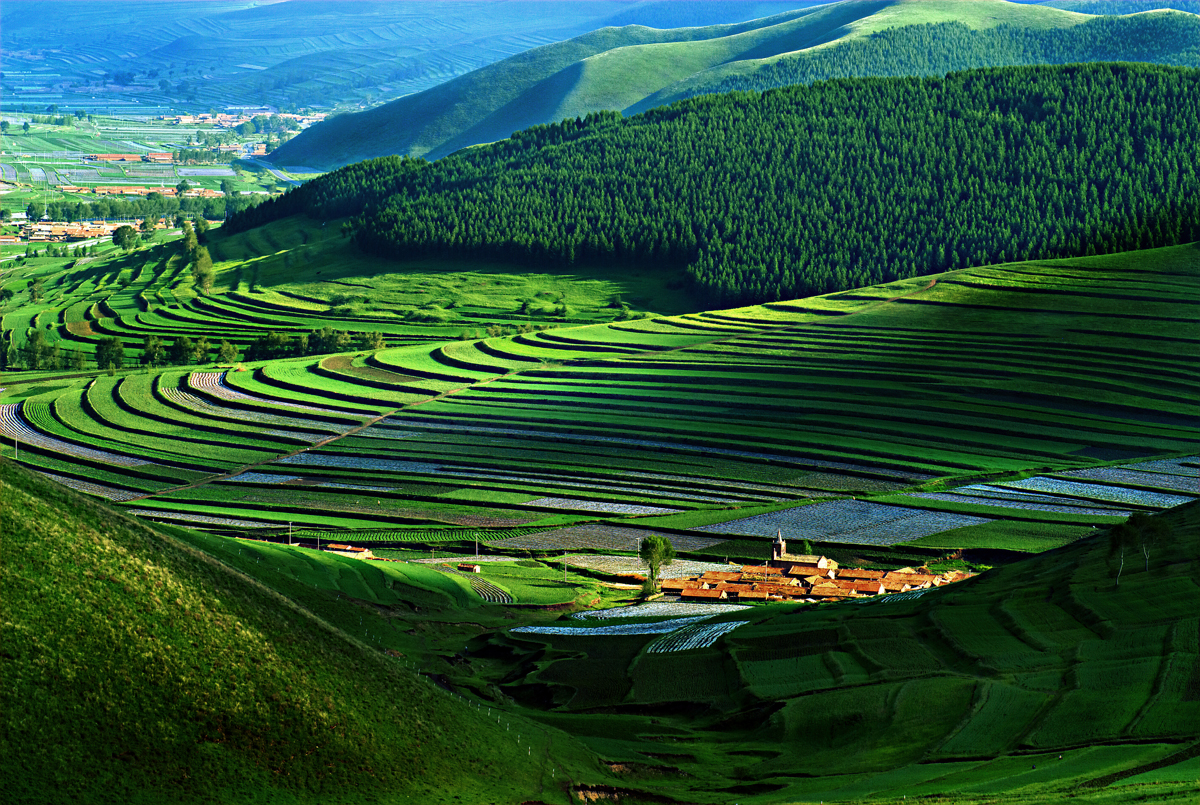
Рисові тераси
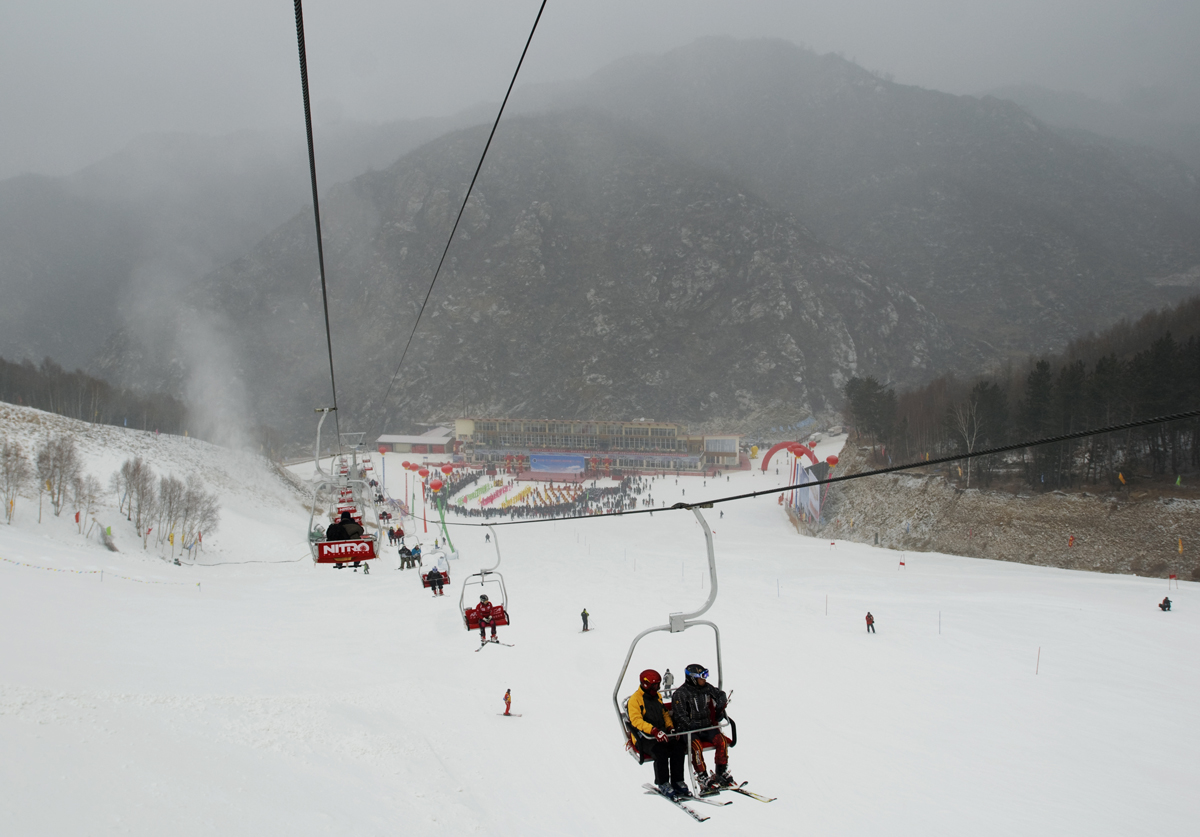
Гірськолижний курорт
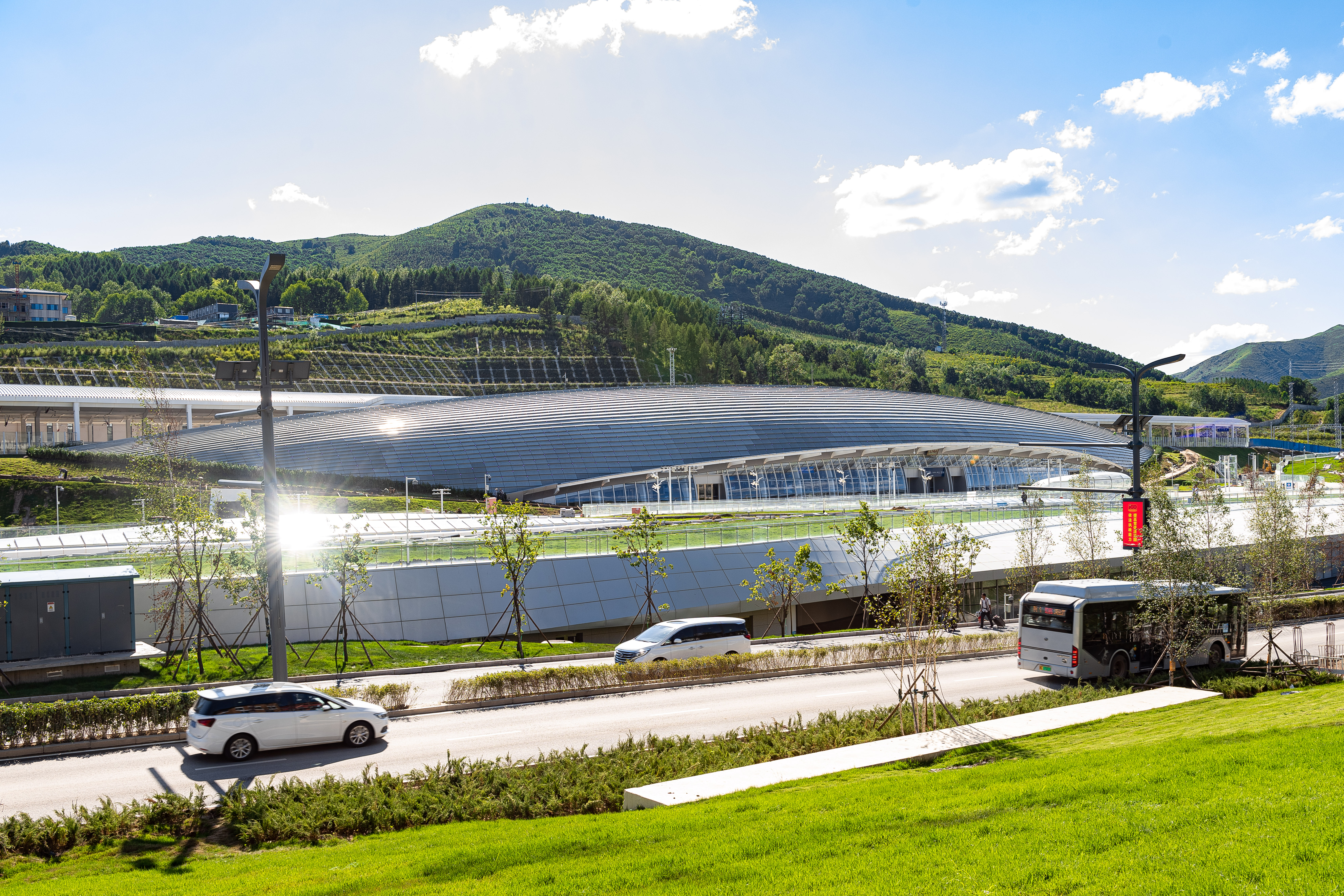
Вокзал Тайцзічен
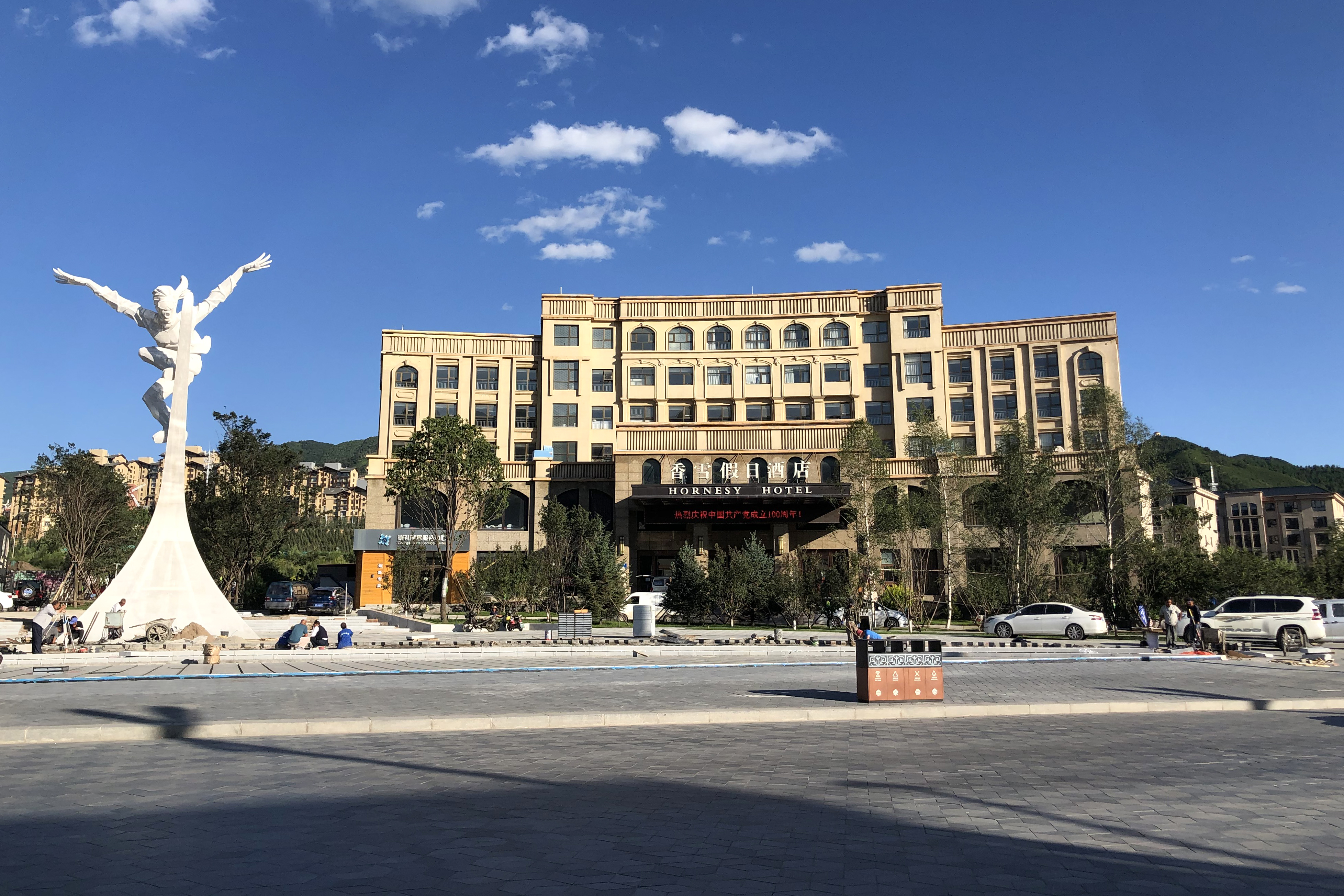
Готель Hornesy
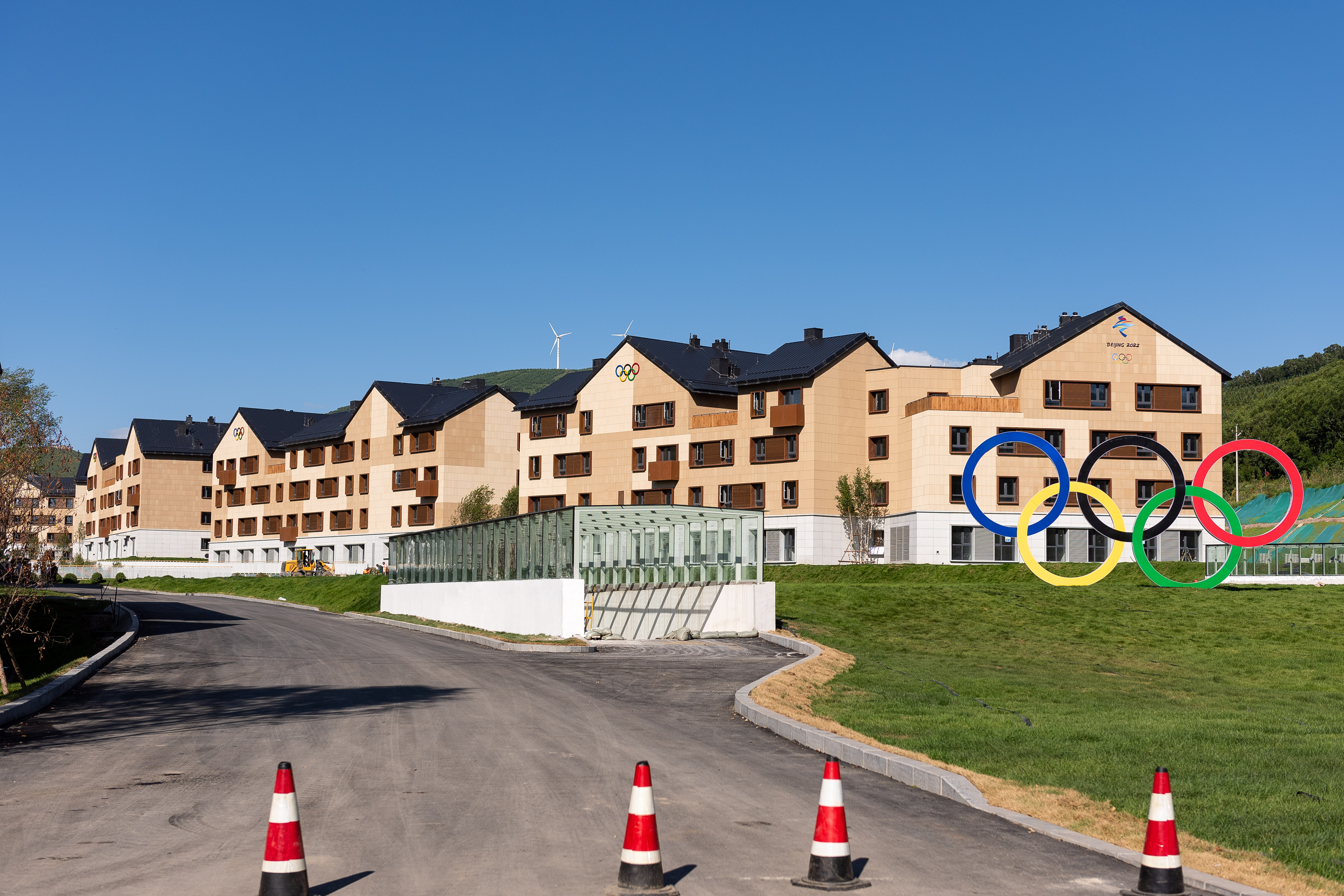
Олімпійське село
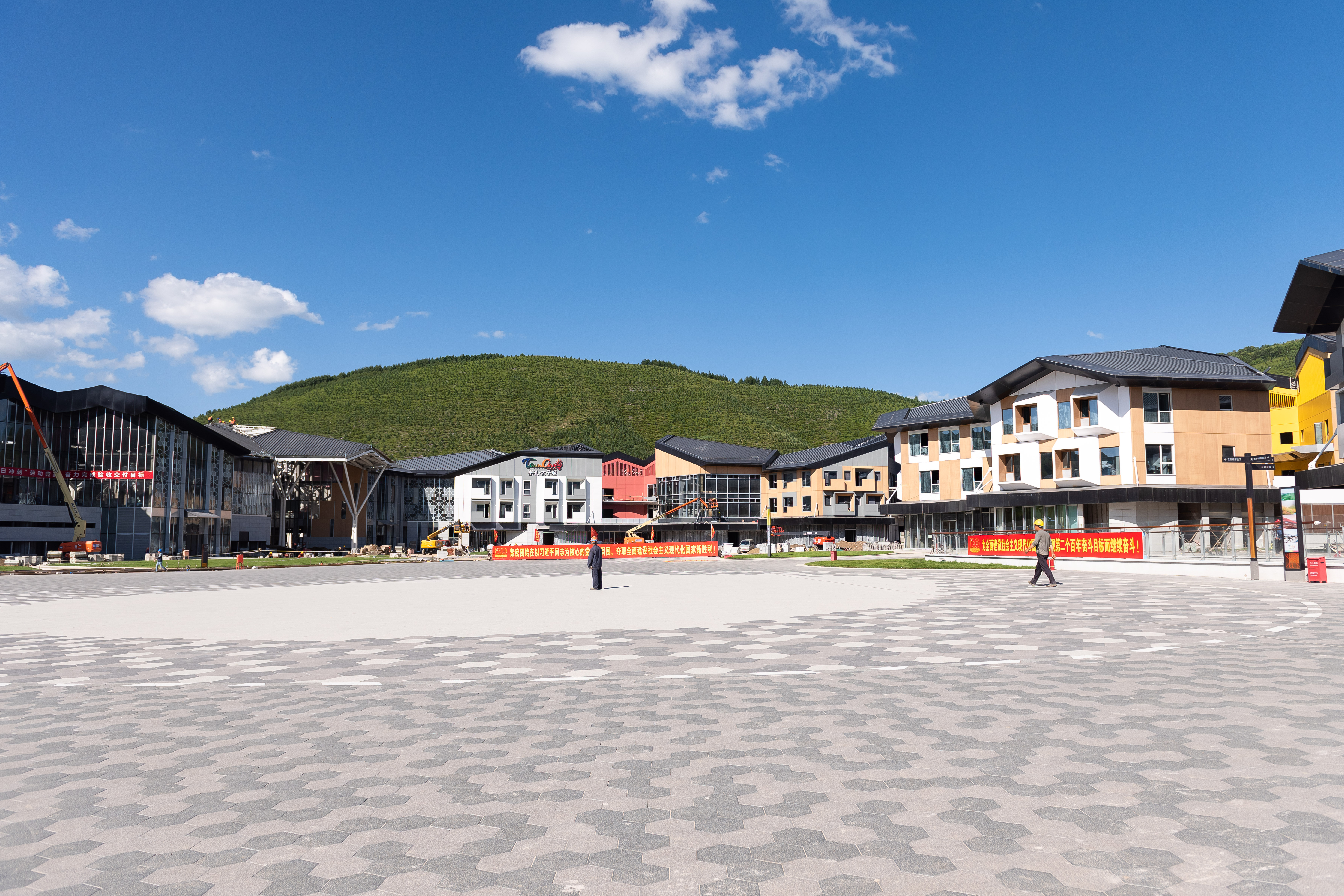
Сніжно-льодове містечко